# جان تیت رابرتسون
 جان روبرتسون  (به انگلیسی: John Robertson) (زاده ۲۵ فوریه ۱۸۷۷ - درگذشته ۲۴ ژانویه ۱۹۳۵) بازیکن و مربی فوتبال سابق اهل اسکاتلند است. وی سابقه عضویت در باشگاه‌های اورتون، رنجرز و چلسی و مربی‌گری تیم چلسی را دارد. وی ۱۶ بازی و ۳ گل ملی در کارنامه دارد.